# Lincoln (álbum)
Lincoln es el segundo álbum de la banda estadounidense de rock alternativo They Might Be Giants. Fue lanzado por Bar/None en 1988. El título viene de la residencia de la infancia de John Linnell y John Flansburg, en Lincoln, Massachusetts. El álbum produjo tres sencillos: «Ana Ng», «They'll Need a Crane» y «Purple Toupee».
El álbum al completo está incluido en Then: The Earlier Years, una compilación del material antiguo de la banda.

## Lista de canciones
| N.º | Título                     | Duración |  |
| 1.  | «Ana Ng»                   | 3:23     |  |
| 2.  | «Cowtown»                  | 2:20     |  |
| 3.  | «Lie Still, Little Bottle» | 2:06     |  |
| 4.  | «Purple Toupee»            | 2:40     |  |
| 5.  | «Cage & Aquarium»          | 1:10     |  |
| 6.  | «Where Your Eyes Don't Go» | 3:06     |  |
| 7.  | «Piece of Dirt»            | 2:00     |  |
| 8.  | «Mr. Me»                   | 1:52     |  |
| 9.  | «Pencil Rain»              | 2:42     |  |
| 10. | «The World's Address»      | 2:24     |  |
| 11. | «I've Got a Match»         | 2:36     |  |
| 12. | «Santa's Beard»            | 1:55     |  |
| 13. | «You'll Miss Me»           | 1:53     |  |
| 14. | «They'll Need a Crane»     | 2:33     |  |
| 15. | «Shoehorn with Teeth»      | 1:13     |  |
| 16. | «Stand on Your Own Head»   | 1:16     |  |
| 17. | «Snowball in Hell»         | 2:31     |  |
| 18. | «Kiss Me, Son of God»      | 1:52     |  |